# Vube Atnaf Szeged
Vube Atnaf Szeged (? – 1913), amharául: ዉቤ አጥናፍ ሰገድ (wube aṭnaf sägäd), Aszkala Mariam soai hercegnőnek, özvegy tigréi királynénak, 1916-tól I. Zauditu néven etióp császárnőnek a harmadik férje.

## Élete
Apja Atnaf Szeged. II. Menelik etióp császár az 1888-ban IV. Johannész etióp császár törvényes fiának, Araja Szelasszié tigréi királynak a halála által megözvegyült, majd 1891-ben pár hónapos házasság után Gvangul Zegeje úrtól elvált egy gyermekes kisebbik lányát, Aszkala Mariam soai hercegnőt (1916-tól I. Zauditu néven trónra lépett etióp császárnőt) 1894-ben (vagy akörül) feleségül adta Vube úrhoz.
Zauditu lánya háromévesen, 1895 januárjában meghalt. Zauditu harmadik házassága is boldogtalan volt, és ezért elvált Vubétól 1900-ban. Ez a házasság gyermektelen maradt. Vube Atnaf Szegednek egy házasságon kívüli kapcsolatából született egy fia, Mengasa (1892/95–1961) úr.
Zauditu negyedszerre a nagyapja gyermektelen és nagyhatalmú harmadik feleségének, akivel Zauditu nagyon jó viszonyt ápolt, Taitu etióp császárnénak az unokaöccséhez, Rasz Gugszához, Begameder tartomány későbbi kormányzójához ment feleségül 1900 áprilisában. A házasság boldognak bizonyult, annak ellenére is, hogy az egyetlen gyermek, egy kislány, akinek a neve szintén nem ismert, Gugsza N. (1906–1906), mely e kapcsolatból származott, a születése után rögtön meg is halt 1906 januárjában. Zauditut ezután már elkerülte a gyermekáldás, és nem adatott meg neki, hogy utódokat hagyjon hátra. Nővére, Soa Reged azonban több életképes gyermeket is szült, de csak a második házasságából származó kisebbik fia, Lidzs Ijaszu élte túl a nagyapját, és örökölhette a császári trónt.
Vube 1913-ban halt meg.
Vube úrnak volt egy fivére, Abebe Atnaf Szeged (–1918), akinek a fia, Lidzs Abije Abebe (1918–1974) Addisz-Abebában 1942. április 26-án feleségül vette Hailé Szelasszié etióp császár és Menen császárné legkisebb leányát, Cehaj Vork hercegnőt, de a házasságuk rövid és gyermektelen volt, mivel a hercegnő 1942. augusztus 17-én meghalt. Abije Abebe a császárhoz fűződő családi kapcsolatának köszönhetően meghatározó politikusa maradt Hailé Szelasszié rendszerének, és több politikai funkciót is betöltött: volt hadügy-, igazságügy-, belügyminiszter, franciaországi nagykövet és Eritrea kormányzója.

## Gyermeke
- Feleségétől, Aszkala Mariam (1876–1930) soai hercegnőtől, 1916-tól I. Zauditu néven etióp császárnőtől, nem születtek gyermekei
- Házasságon kívüli kapcsolatából ismeretlen ágyasától, 1 fiú:
  - Mengasa (1892/95–1961)